# El Balón de Oro
El Balón de Oro (en francés: "Le Ballon d'or") es un film franco-guineano de Cheik Doukouré del año 1994. La vida de Salif Keïta, primer balón de oro africano en 1970, inspira el guion de la película.

## Sinopsis
Es la historia sobre la ascensión del joven futbolista guineano, Bandian.
Bandian tiene sólo una idea en la cabeza: jugar al fútbol. En su pueblo natal, Makono, en Guinea, comienzan los pequeños sueños de Bandian para llegar a ser una estrella del Fútbol, como el gran jugador Roger Milla, atacante del equipo de Camerún "Los leones indómitos". 
Bandian es un niño prodigio del fútbol. Sará, el brujo del pueblo, predijo cuando nació que sería un gran campeón, para la alegría de los otros niños y a pesar de la desaprobación de los viejos del pueblo. Bandian lleva a cabo todo tipo de trabajos para obtener el dinero para comprar una pelota verdadera y sustituir la de trapos con la que suelen jugar. Pero, según la maestra de la escuela: es necesario para él transportar carritos de madera durante 522.87 días para ganar la suma necesaria. En todo caso, la otra esposa de su padre, no quiere verlo jugar.
Pero el primer milagro sucede: La señora Aspirina, una Médicos sin Fronteras. viene a curar a su madre, la primera esposa de su padre, le ofrece a él una pelota de fútbol. El sueño de Bandian empieza. Puede jugar con una pelota verdadera. Los chicos del pueblo empiezan un partido, detrás de la pelota por el pueblo. Pero la irritación de los viejos crece. Y Bandian causa accidentalmente que se incendie la choza del herrero de la aldea.
Bandian debe salir el pueblo para evitar la ira de su padre, que ve en el fútbol y la radio que transmite los juegos una amenaza para el mundo tradicional y los valores ancestrales del África.
Bandian lleva su balón a la ciudad de Kissidougou, en donde, gracias a su balón, participa en un encuentro y ayuda a un equipo de adultos. Un hombre filmó mientras jugó. En Kissidougou, encuentra a la señora Aspirina que acepta llevarlo a la capital Conakry. Para sobrevivir, Bandian trabaja cerca de los mataderos de Conakry, para el “rey del cuerno”, que explota a adolescentes. Bouba, un enano, toma a Bandian bajo su protección. Bouba “vive” con otros adolescentes en los hangares de los ferrocarriles. 
Una tarde de sábado. Bouba y Bandian suben a un poste de la iluminación que sobresale por encima del estadio en la compañía de otros jóvenes para ver un juego. La pelota es proyectada fuera del estadio a la plataforma encima de las tribunas, dirigiéndose al poste. Bandian se lanza, agarra la pelota la domina largo rato, lo que es aplaudido por los jóvenes; entonces devuelve la pelota al campo. El hombre lo filma otra vez. La policía se lanza a la persecución de Bandian. Los adolescentes son mantenidos en la prisión. Más tarde, después de una noche pasada en la prisión, Bandian y Bouba son liberados por el hombre de la filmadora, Béchir Bithar quién "vende pescado, videocasetes y  futbolistas". Toma a los dos "hermanos y les pone a ellos videos, el que tomó de Bandian y otro de Jean-Pierre Papin. Mientras la señora Aspirina aguarda desesperadamente a Bandian para acompañarlo de vuelta a su pueblo. El señor Bithar se opone al regreso de Bandian: quiere hacerlo entrar al Centro de formación de las jóvenes esperanzas de Guinea en el fútbol, dirigido por el famoso entrenador Karim. La señora Aspirina vuelve sola a Makono, para explicar al padre de Bandian que su hijo se queda en Conakry y para preguntarle la autorización para cuidar de a su mujer, como ella lo prometió a Bandian.
Bandian sobresale en el equipo del centro de formación y gana un duelo contra el mejor jugador, Touré. Pero el entrenador Karim castiga a Bandian y Touré es escogido atacante en el equipo que representará el Centro de formación en el juego nacional de los jóvenes esperanzas de Guinea, contra el equipo de los "Castores de Kenia". Bouba lo convence de no volver al pueblo, de no abandonar su sueño. El gran día del juego nacional llega. El pueblo entero de Makono sigue el juego a la radio y se espera que el nombre de Bandian sea citado en las alineaciones, pero no sucede. Béchir Bithar sobornó a un jugador e indudablemente también al árbitro: durante el juego, el jugador adverso a que Béchir dio dinero, pone a Touré fuera del encuentro y Karim es obligado a mandar a Bandian al campo para reemplazar a Touré. Gracias al juego fenomenal del pequeño Bandian, el equipo de Karim gana el juego.
Debido a las actuaciones de Bandian es negociado por Bichir a jugar en el club francés Saint Ettiene, contra los deseos de Karim, Bouba y la señora Aspirina. Bandian es recibido en su aldea para pronosticar un futuro ganador y después viaja a Francia en el cual aborda un taxi al estadio de Saint Ettiene.

## Ficha técnica
- Título: El Balón de oro.
- Título original: Ballon d'or.
- Lugares: Cheik Doukouré, David Carayan et Marum Brossolet
- Fotografía: Alain Choquart
- Montage: Michèle Robert-Lauliac
- Duración: 90 minutos
- Historia: 13 de abril de 1994

## Personajes
- Aboubacar Sidiki Soumah: Bandian
- Habib Hamoud: Bechir
- Salif Keïta: Karim
- Agnès Soral: Isabella
- Mariam Kaba: Fanta
- Aboucabar Koita: Boulba

- Datos: Q3220253